# Беляев, Василий Николаевич
Васи́лий Никола́евич Беля́ев (9 января 1903, Москва — 19 мая 1967, там же) — советский оператор игрового и документального кино,  режиссёр. Заслуженный деятель искусств РСФСР (1964), лауреат пяти Сталинских премий (1941, 1943, 1946, 1949, 1951).

## Биография
Родился в Москве в семье служащего. После окончания Училища живописи, ваяния и зодчества в 1919 году нёс службу в РККА.
С 1922 года — художник по изготовлению надписей на Московских кинофабриках «Госкино», «Культкино».
 С 1923 года — ассистент оператора на кинофабрике «Госвоенкино» (кинобюро ПУРа). Был в числе первых слушателей открытого в 1923 году кинооператорского факультета Государственной школы кинематографии (c 1925 — Государственный техникум кинематографии). По окончании ГТК в 1925 году работал оператором Нижне-Волжского отделения «Пролеткино» в Саратове. Оказавшись там свидетелем взрыва котла на заводе, написал сценарий, по которому вместе с режиссёром Евгением Петровым за 26 дней сняли производственную драму «Тревога» / «Катастрофа» (1927):

…автор сценария, снимая фильм как оператор, закрепил принципы документализма в методике и характере съёмок. Фильм был собран из ряда остродраматических эпизодов. Одни были разыграны и сняты в хроникальной манере по принципу реконструкции событий. Другие были выхвачены репортёрской камерой из реальной жизни, снимались как «жизнь врасплох»…
— Ирина Гращенкова, «Киноантропология XX/20» 2014
С 1928 года — оператор хроники Ленинградской кинофабрики «Совкино» (c 1932 года — Ленинградской студии кинохроники). С 1933 по январь 1942 года работал там же как режиссёр-оператор.
В годы Великой Отечественной войны режиссёр Главного Политического Управления ВМФ в звании военинженера 3 ранга, был руководителем фронтовых киногрупп. С июля 1944 года — начальник киногруппы Черноморского флота.
С марта 1946 — режиссёр ЦСДФ, где работал до 1964 год. Участвовал в съёмках кинопериодики, в том числе: «Наука и техника», «Союзкиножурнал», «Советское искусство»; режиссёр журналов: «СССР сегодня», «Новости дня» и других.
Член ВКП(б) с 1941 года, член Союза кинематографистов СССР с 1957 года.
Скончался 19 мая 1967 года в Москве. Похоронен на Востряковском кладбище.

### Семья
- жена — Гурецкая, Татьяна Ивановна (1904—1983), актриса театра и кино[2].

## Фильмография
Оператор
- 1925 — Кто кого?
- 1925 — Под знаменем труда (в соавторстве)
- 1927 — XV-й партсъезд ВКП (б) (совместно с И. Беляковым)
- 1927 — В стране Ленина (в соавторстве)
- 1927 — Тревога / Катастрофа (совместно с Г. Николаевым)
- 1928 — Байкал
- 1928 — Смеётся жизнь / Кентавры Камешкира (совместно с А. Булдаковым)
- 1929 — Ледяная судьба / В бухте золотых песцов
- 1929 — Механизация строительных работ в Москве (совместно с Шкаренко)
- 1929 — Крыша мира
- 1929 — Осенний поход Балтфлота (совместно с П. Паллеем)
- 1929 — По Бурято-Монголии
- 1929 — Сердце Азии (Афганистан)
- 1929 — Убитый жив (совместно с В. Симбирцевым)
- 1930 — Ледяная судьба
- 1933 — Двести девяносто миллионов (в соавторстве)[6]
- 1933 — Мы в Хибинах
- 1933 — Парад юности
- 1934 — 17-я годовщина Октября в Ленинграде
- 1934 — Корабли идут в Якутию
- 1934 — Микрофонный класс для детей с остатками слуха / Рождённые вновь (совместно с Л. Киказом)
- 1934 — Праздник 10-летия Монгольской народной республики
- 1934 — Снежный марш (совместно с П. Паллеем)
- 1934 — Рождённый вновь
- 1935 — 100-летие Калевалы
- 1935 — Нам 18 лет. Празднование 18-й годовщины Октября в Ленинграде
- 1935 — Рождённые вновь
- 1936 — Замечательный год (совместно с В. Страдиным)
- 1936 — На далёком берегу
- 1936 — Победный марш социализма (совм. с П. Паллеем)
- 1937 — Боевой экзамен (совместно с С. Фоминым)
- 1937 — Закон счастья (совместно с В. Страдиным)
- 1937 — Победный май
- 1937 — Семья Заломовых
- 1938 — Город в тундре (совместно с Ф. Овсянниковым)
- 1938 — Город Ленина (совместно с П. Паллеем, М. Нестеровым)
- 1938 — Дворец культуры
- 1938 — Имени Кирова
- 1938 — Песня молодости (в соавторстве)
- 1935 — Ленинград
- 1940 — День нового мира
- 1958 — На Кавказском побережье

Режиссёр
- 1933 — Двести девяносто миллионов
- 1933 — Парад юности
- 1934 — Ликующий май
- 1934 — Микрофонный класс для детей с остатками слуха / Рождённые вновь
- 1935 — Монголия
- 1935 — На далёком берегу
- 1935 — Нам 18 лет. Празднование 18-й годовщины Октября в Ленинграде
- 1935 — Столетие Калевалы
- 1936 — Победный марш социализма (совместно с П. Паллеем)
- 1936 — Праздник в тундре
- 1936 — Праздник великих побед (совместно с П. Паллеем, Б. Фёдоровым)
- 1937 — Боевой экзамен
- 1937 — Закон счастья
- 1937 — Победный май
- 1937 — Праздник в тундре
- 1937 — Праздник счастливой юности
- 1937 — Привет детям героев революционной Испании
- 1937 — Семья Заломовых
- 1938 — Ворота в Арктику
- 1938 — Город в тундре
- 1938 — Город Ленина (совместно с П. Паллеем, М. Нестеровым)
- 1938 — Дворец культуры
- 1938 — Имени Кирова
- 1938 — Советские полярные области
- 1939 — Город в тундре
- 1935 — Ленинград
- 1939 — На морских рубежах (совместно с В. Бойковым)
- 1939 — На северной вахте
- 1939 — Наш парад
- 1940 — Линия Маннергейма (совместно с Л. Варламовым, Н. Комаревцевым, В. Соловцовым)
- 1940 — Победный май (совместно с Н. Комаревцевым)
- 1941 — Комсомол в эти дни
- 1941 — Первомайский смотр (совместно с В. Соловцовым)
- 1941 — Эстонская земля
- 1942 — 69-я параллель (совместно с М. Ошурковым)
- 1942 — Черноморцы
- 1943 — Народные мстители (совместно с Н. Комаревцевым)
- 1944 — Битва за Севастополь
- 1945 — Будапешт
- 1945 — В Померании
- 1945 — Всесоюзный парад физкультурников (совместно с И. Венжер и И. Посельским)
- 1945 — Земля родная
- 1945 — Знамя Победы над Берлином водружено (совместно с Ю. Райзманом)
- 1945 — От Вислы до Одера
- 1945 — Парад Победы (совместно с И. Венжер и И. Посельским)
- 1947 — Мастера высоких урожаев
- 1947 — Румыния
- 1948 — В районном городе
- 1948 — Владимир Ильич Ленин (совм. с М. Роммом)
- 1948 — На Сталинградской земле
- 1949 — Новая Чехословакия
- 1950 — За мир во всём мире
- 1950 — Празднование 70-летия И. В. Сталина (совместно с И. Копалиным)
- 1951 — 1-е Мая 1951 года
- 1951 — По Центрально-Чернозёмной полосе
- 1952 — 1-е Мая 1952 года (совместно с Е. Свиловой)
- 1952 — 35-й Октябрь (совместно с И. Сеткиной)
- 1952 — Международная выставка в Лейпциге
- 1953 — День отдыха в Ленинграде
- 1954 — Открытие Всесоюзной сельскохозяйственной выставки 1954 года в Москве (спецвыпуск киножурнала «Новости дня»)
- 1955 — Делегация Совета Лондонского графства в Москве
- 1955 — На Всесоюзной сельскохозяйственной выставке (совместно с А. Ованесовой)
- 1955 — Суд над американским шпионом
- 1955 — У рязанских животноводов
- 1956 — Советско-польские научно-техническое совещание горняков
- 1957 — Встречи с солнцем
- 1957 — Один из первых
- 1958 — Белое золото нашей страны
- 1958 — Крым
- 1958 — На Кавказском побережье
- 1958 — Так мы живём
- 1959 — Малая земля
- 1959 — На крутом подъёме
- 1959 — Приметы времени
- 1960 — Иван Емельянов — крестьянский сын
- 1960 — Наша земля
- 1961 — Архиепископ Кентерберийский в Москве
- 1961 — В часы отдыха
- 1961 — Встречи с Японией
- 1961 — Наш гость Джавахарлал Неру
- 1961 — Песня и труд
- 1962 — Делегация партии трудящихся Вьетнама в Советском Союзе
- 1962 — Ответный визит Л. И. Брежнева в Югославию
- 1962 — Парламентарии Цейлона в Советском Союзе
- 1963 — Парламентарии Конго в Советском Союзе
- 1964 — Премьер-министр Дании в Советском Союзе

Сценарист
- 1927 — Тревога / Катастрофа
- 1948 — Владимир Ильич Ленин (совместно с Е. Кригером)

## Награды и премии

### СССР
- орден Красного Знамени (май 1940) — за работу над фильмом «Линия Маннергейма»[2];
- Сталинская премия второй степени (15 марта 1941) — за фильм «Линия Маннергейма» (1940)[2];
- орден Красной Звезды (14 августа 1942) — за съёмки боевых действий Черноморского флота[4];
- медаль «За оборону Севастополя» (1943)[1];
- медаль «Партизану Отечественной войны» I степени (1943)[1];
- Сталинская премия второй степени (19 марта 1943) — за фильм «Черноморцы» (1942)[2][7];
- медаль «За оборону Кавказа» (1944)[1];
- медаль «За взятие Будапешта» (1945)[1];
- медаль «За победу над Германией в Великой Отечественной войне 1941-1945 гг.» (1945)[1];
- Сталинская премия второй степени (26 января 1946) — за фильм «Народные мстители» (1943)[2];
- Сталинская премия первой степени (1949) — за фильм «Владимир Ильич Ленин» (1948)[5][8];
- Сталинская премия второй степени (14 марта 1951) — за фильм «Новая Чехословакия» (1949)[5];
- Заслуженный деятель искусств РСФСР (25 февраля 1964)[2];
- медали СССР[2].

### Иностранные
- орден Звезды Румынии (1947, СРР)[1];
- орден Белого Льва (1949, ЧССР)[1].